# FC LNZ Cherkasy
El LNZ Cherkasy (en ucraniano: Футбольний клуб «ЛНЗ» Черкаси) es un club de fútbol profesional ucraniano con sede en Cherkasy. Actualmente juega la Liga Premier de Ucrania.

## Historia
El club fue creado en 2006 por Dmytro Kravchenko. El club tenía su sede en ese momento en la ciudad de Shpola y jugaba en el Estadio Central. 

### Fundación y Primeros Años (2006 - 2016)
- 2006: Fundado en Cherkasy, Ucrania, el club comienza su trayectoria en competiciones regionales y locales.
- 2006-2015: Compite principalmente en torneos amateurs, estableciéndose como un equipo competitivo a nivel regional.

### Ascenso en el Fútbol Ucraniano (2016 - 2020)
- 2016: El club invierte en infraestructura y calidad de plantilla con la intención de ascender a niveles superiores del fútbol ucraniano.
- 2017: LNZ Cherkasy comienza a ganar notoriedad en competiciones amateur nacionales, obteniendo buenos resultados.
- 2018-2019: Participa en la Segunda Liga Amateur de Ucrania, logrando ascender a la Segunda Liga Profesional.

### Desarrollo y Profesionalización (2020 - 2023)
- 2020: Consolidación en la Segunda Liga de Ucrania, mejorando su estructura organizativa y profesionalizando el club.
- 2021-2022: Participación continua en la Segunda Liga, con énfasis en el desarrollo de jugadores jóvenes y en la expansión de su base de aficionados.
- 2023: El equipo sigue mostrando un crecimiento constante en rendimiento y en el desarrollo de su infraestructura deportiva.

### Reciente Historia y Futuro (2023 - 2024)
- 2023-2024: LNZ Cherkasy continúa su trayectoria ascendente en el fútbol ucraniano, buscando siempre mejorar su posición en la liga y aspirando a categorías superiores.

El club sigue invirtiendo en su academia juvenil y en su estadio, con el objetivo de establecerse como un equipo destacado a nivel nacional.
LNZ Cherkasy ha recorrido un largo camino desde su fundación en 2006, pasando de competiciones regionales a consolidarse en la Segunda Liga Profesional de Ucrania, con una visión clara de seguir creciendo y desarrollándose en el fútbol ucraniano.

## Nombres
- 2006–2013 FC Shpola-LNZ-Lebedyn Shpola
- 2013–2021 FC LNZ-Lebedyn Lebedyn
- (desde 2021) FC LNZ Cherkasy

## Palmarés
- Copa Amateur de Ucrania: 2017-18, 2020-21